# باشگاه فوتبال اینتر میلان در فصل ۰۹–۱۹۰۸
باشگاه فوتبال اینترناتزیوناله در ۹ مارس ۱۹۰۸ میلادی تأسیس شد. فصل ۰۹-۱۹۰۸ اولین فصل رقابتی این باشگاه بود.

## فصل
اینترناتزیوناله اولین بازی خود را در تاریخ ۱۸ اکتبر ۱۹۰۸ انجام داد و در یک بازی دوستانه در سوئیس به مصاف آ.ث.میلان رفت که در آن بازی با نتیجه ۲-۱ شکست خورد. اولین بازی رسمی اینترناتزیوناله دوباره یک دربی بود - حدود سه ماه بعد - برای مسابقات مقدماتی قهرمانی فوتبال ایتالیا: دومین تقابل دو تیم نیز با شکست ۳-۲ اینترناتزیوناله در برابر رقیب همشهری خود به پایان رسید. پس از دو هفته، شکست ۲-۰ برابر تیم یو.اس. میلانزه باعث شد که این تیم تازه تاسیس نتواند جواز حضور در مرحله نهایی مسابقات را کسب کند.

## بازیکنان
منبع:
- کارلو کوکی (دروازه‌بان)
- انریکو دوچن (هافبک)
- ویرجیلیو فوساتی (هافبک)[۱]
- آشیل گاما (مهاجم)
- کارلو هاپف (مهاجم)
- کاپلر (مدافع)
- ورنر کومر (هافبک)
- هرنست مارکتل (مدافع)
- ماریو مورِتی (مدافع)
- نیدرمن (مدافع)
- اوگو ریتمن (هافبک)
- برنارد شولر (مهاجم)
- آرنالدو وُلکِل (هافبک)

سرمربی: ویرجیلیو فوساتی

## مسابقات

### مقدماتی پریما کتگوریا قهرمانی فدرال/لمباردی
| ۱۰ ژانویه ۱۹۰۹ ۱ | آ.ث.میلان                      | ۳–۲ | اینترناتزیوناله     | آرنا چیویکا |
|                  | ترره · لانا ۷۴' · مکس لایچ ۸۶' |     | گاما ۶۹' · شولر ۸۸' | داور: گودلی |

| ۲۴ ژانویه ۱۹۰۹ ۲ | اینترناتزیوناله | ۰–۲ | یو.اس. میلانزه | آرنا چیویکا   |
|                  |                 |     | پیتزی ۵'، ۴۲'  | داور: اسپنسلی |

## خلاصه نتایج

### آمار لیگ
| مجموع | مجموع  | مجموع | مجموع | مجموع | مجموع | مجموع | مجموع | خانه | خانه | خانه | خانه | خانه | خانه | مهمان | مهمان | مهمان | مهمان | مهمان | مهمان |
| بازی  | امتیاز | پ     | ت     | ش     | گ‌ز    | گ‌خ    | ت‌گ    | پ    | ت    | ش    | گ‌ز   | گ‌خ   | ت‌گ   | پ     | ت     | ش     | گ‌ز    | گ‌خ    | ت‌گ    |
| ----- | ------ | ----- | ----- | ----- | ----- | ----- | ----- | ---- | ---- | ---- | ---- | ---- | ---- | ----- | ----- | ----- | ----- | ----- | ----- |
| ۲     | ۰      | ۰     | ۰     | ۲     | ۲     | ۵     | −۳    | ۰    | ۰    | ۱    | ۰    | ۲    | −۲   | ۰     | ۰     | ۱     | ۲     | ۳     | −۱    |

آخرین بروزرسانی: ۲۴ ژانویه ۱۹۰۹

منبع: باشگاه فوتبال اینتر میلان در فصل ۰۹–۱۹۰۸

پ = پیروزی؛ ت = تساوی؛ ش = شکست؛ گ‌ز = گل زده؛ گ‌خ = گل خورده؛ ت‌گ = تفاضل گل

### آمار بازیکنان
تعداد حضور و گل‌ها مربوط به لیگ داخلی می‌باشد.
کوچی (۲/−۶); دوچن (۲); فوساتی (۲); هاپف (۲); کاپلر (۲); کور (۲); مارکتل  (۲); شولر (۲/۱); وُلکِل (۲); گاما (۱/۱); مورِتی (۱); نیدرمن (۱); ریتمن (۱). 